# Élettársi kapcsolat
Az élettársi kapcsolat egy olyan párkapcsolati forma, amely két, egymással házasságot nem kötött, érzelmi és gazdasági közösségben élő személy között áll fenn. Különbözik mind a házasságtól, mind a bejegyzett élettársi kapcsolattól, mivel nem valamely állami hatóság előtti akaratnyilvánítással, hanem az együttélés tényével jön létre.

## Az élettársi kapcsolatok jelentősége
A Központi Statisztikai Hivatal adatai szerint Magyarországon az 1970-es évek elején az élettársi kapcsolatok aránya az összes család százalékához viszonyítva 2,1 százalék volt, 2001-re ez 9,5 százalékra, 2005-re pedig tíz százalék fölé emelkedett. A magyar társadalom többsége azonban továbbra is házasságpárti.

## A magyar szabályozás
Az élettársi kapcsolat fogalma az 1970-es években került be a magyar jogrendszerbe. Kezdetben csak a bírói gyakorlatban jelent meg, 1977 óta azonban a polgári törvénykönyv is tartalmazza. Az évtizedek során változott mind az élettársi kapcsolat fogalma (1996 óta már nem csak különnemű párok között állhat fenn élettársi kapcsolat), mind pedig az intézményhez kapcsolt jogok és kötelezettségek rendszere.

### Az élettárs fogalma
Az élettársak jogi fogalmát a polgári törvénykönyv határozza meg. Ezek szerint élettársaknak azt a két személyt kell tekinteni, akik megfelelnek az alábbi feltételek mindegyikének:
- együtt élnek;
- közös háztartásuk van;
- érzelmi és gazdasági közösség áll fenn köztük.

A bírói gyakorlat két további feltételt is vizsgálni szokott:
- fennáll-e a felek között szexuális kapcsolat (bár ez nem feltétele az élettársi kapcsolatnak);
- a felek harmadik személyekkel szemben vállalják-e minden vonatkozásban az összetartozásukat.

Az Alkotmánybíróság 1995-ös döntése óta az élettársi kapcsolat nem csak különnemű, hanem azonos nemű személyek között is fennállhat.

### Vagyoni viszonyok
A Ptk. szerint az élettársaknak az együttélésük alatti közös gazdálkodása eredményeképpen megszerzett ingóságok és ingatlanok közös tulajdonnak minősülnek, amelyből az élettársak tulajdoni hányada a szerzésben való közreműködésükkel arányosan alakul. Ha a közreműködés aránya nem állapítható meg, azt azonos mértékűnek kell tekinteni. A háztartásban végzett munka a szerzésben való közreműködésnek számít.
A házastársakhoz hasonlóan az élettársak különvagyonába tartozik ugyanakkor az a vagyontárgy, amely már megvolt, amikor létrejött az élettársi viszony, a viszony létrejötte után az élettárs birtokába ajándékként vagy öröklés útján került vagyontárgy, illetve azok a vagyontárgyak, amelyeket a különvagyon értékén szereztek.
Az élettárs nem tartozik a törvényes örökösök közé, így végrendelet hiányában az élettárs nem örököl az elhunyt után. A közös tulajdonból a fentiek alapján részesül az élettárs.

### A házastársakhoz hasonló jogok és kötelezettségek
Az élettársak a Ptk. szerint hozzátartozók, de nem közeli hozzátartozók; más jogszabályok azonban gyakran az élettársakat is beleértik a közeli hozzátartozó fogalmába és ez alapján az élettársak a házastársakkal azonos elbírálás alá esnek.
Így például az élettárs a büntetőeljárás során megtagadhatja a tanúvallomást élettársa ellen; az élettársa által elkövetett bűncselekmény kapcsán feljelentés elmulasztása vagy bűnpártolás címén nem büntethető; jogosult élettársa helyett magánindítványt tenni; illetve az élettárs rovására elkövetett személyi vagyont károsító bűncselekmények csak az élettárs magánindítványára büntethetők.
Az élettársakra a házastársakhoz hasonló szigorú összeférhetetlenségi szabályok vonatkoznak.
Az élettárs jogosult egészségügyi információkat kapni élettársa egészségi állapotáról, illetve akadályoztatása esetén dönteni annak kezeléséről. A házastárshoz hasonlóan az élettárs köteles és jogosult élettársa temetése ügyében eljárni.
Az élettárs jövedelmét a házastárs jövedelméhez hasonlóan kell figyelembe venni a különböző rászorultság alapján járó szociális juttatások igénylésénél. Az élettársak a házastársakkal azonos feltételek mellett jogosultak kedvezményes lakáshitel felvételére, ill. lakásvásárlási célú állami garanciavállalás igénybevételére.
A közös gyermek szülői felügyelete, elhelyezése, tartásdíja tekintetében nincs jelentősége annak, hogy a felek házasságban vagy élettársi kapcsolatban éltek.

### A házastársaktól eltérő szabályozás
Az élettárs esetében nincs apasági vélelem, tehát az anya élettársa automatikusan nem, csak apasági elismerő nyilatkozat vagy az apaság bírósági megállapítása után tekintendő a gyermek apjának. Élettársak közösen nem fogadhatnak gyermeket örökbe, és az egyik élettárs nem fogadhatja örökbe élettársa vér szerinti gyermekét. Míg a házastárs gyermekét a házastárs köteles eltartani (mostohagyermek tartása), az élettársnak ilyen kötelessége nincs.
Az élettársak esetében nincs a házassági névhez hasonló közös név felvételére lehetőség, bár ha egy élettárs szeretné felvenni élettársa nevét, erre a névváltoztatásra vonatkozó általános szabályok alapján lehetőség van, de ebben az esetben a névváltoztatás külön engedélyeztetni kell, és az eljárás költsége is magasabb.
Az élettársak esetében nincs a házastársi közös lakáshoz hasonló fogalom értelmezve. Ebből következően az élettárs csak szívességi lakáshasználónak minősül, ha élettársa tulajdonában álló ingatlanban lakik. Így a lakáshasználat bármikor indoklás nélkül megvonható tőle; a bérelt lakás esetén az élettárs csak akkor lakhat a lakásban, ha ennek lehetőségét a szerződésbe foglalták; illetve az élettárs nem jogosult az önkormányzati bérlakás bérlésének folytatására a lakást bérlő élettárs halála után.
A házastársaktól eltérően az élettársak közös végrendeletet nem készíthetnek. Végrendelet alapján történő öröklés esetén az élettárs jóval magasabb örökösödési illetéket köteles fizetni, mint a házastárs.
Az élettárs jogosult elhunyt élettársa után özvegyi nyugdíjra, de a házastársakkal ellentétben 10 év együttélés szükséges a jogosultság megállapításához. Az élettárs a kapcsolat megszűnése után nem jogosult tartásdíjra.
Az élettárs a házastárssal ellentétben nem minősül automatikusan családtagnak a tartózkodási és letelepedési engedélyek kiadásakor, lehet ugyanakkor a családtagi státuszt kérvényezni a Bevándorlási és Állampolgársági Hivataltól, ha az élettársak legalább 1 évig együtt éltek, és egyikük magyar vagy más EU tagállam állampolgára, illetve az együttélés hosszától függetlenül, ha az élettárs a magyar vagy EU-állampolgár eltartottja. A menekültként vagy menedékesként elismert ember esetében az élettárs a házastárstól eltérően nem kap automatikusan menekült- vagy menedékes státuszt. Magyar állampolgár élettársa a házastárssal ellentétben nem honosítható kedvezményesen (a 3 éves magyarországi tartózkodás helyett 8 évre van szükség a magyar állampolgárság megszerzéséhez). Az élettárs nem jogosult diplomáciai útlevélre.
Az élettárs a házastárstól eltérően nem kérvényezheti élettársa holttá nyilvánítását vagy gondnokság alá helyezését, illetve az élettárs nem minősül preferált gondnoknak.
Az élettársak számos további kérdésben részesülnek más elbánásban, mint a házastársak: így például köztisztviselő és közalkalmazott nem jogosult fizetés nélküli szabadságra élettársa külszolgálati kiküldetése esetén (a hivatásos és szerződéses katona élettársa viszont igen); az élettársak külön gyermekeinek számát nem lehet összeadni a nagycsaládosoknak járó kedvezmények és támogatások igénybevételére való jogosultság megállapításakor; gyermekgondozási díjat, családi pótlékot és gyermeknevelési támogatást a gyermek szülőjének házastársa igen, élettársa viszont nem veheti fel.

### Az élettársi kapcsolat nyilvántartásba vétele
2010. január 1-jétől az élettársak kérhetik a közjegyzőknél nyilvántartásba vételüket. A nyilvántartásba vétellel pluszjogok vagy -kötelezettségek nem illetik meg az élettársakat, a nyilvántartás csak a kapcsolat bizonyítását könnyíti meg.

### Az élettársi viszony reformja
Az új polgári törvénykönyv számos ponton átalakítja az élettársi viszony szabályozását. Egyrészt az élettársi viszony a Ptk. családjogi könyvében helyezkedne el, egyértelművé téve, hogy az élettársi kapcsolat családjogi jogviszony. Emellett a tartós élettársi kapcsolathoz a házassághoz hasonló jogkövetkezményeket fűzne a tartás és a lakáshasználat területén.

### Bejegyzett élettársi kapcsolat
2009. július 1-jétől az azonos nemű párok bejegyzett élettársi kapcsolatot létesíthetnek. Elnevezése ellenére a bejegyzett élettársi kapcsolat inkább a házassághoz áll közel, mivel szintén anyakönyvvezető előtt kötik, és a jogok és kötelezettségek tekintetében is a házassághoz áll közelebb, csak a névviselés, az örökbefogadás és a mesterséges megtermékenyítés területén vannak eltérések.